# Royal Basket Club Pepinster
Royal Basket Club Pepinster, voorheen VOO Wolves Verviers-Pepinster, is een Belgische basketbalclub uit Pepinster die uitkomt in de eerste regionale. De club speelt haar thuiswedstrijden in de Hall du Paire.

## Palmares
- Ethias League

Tweede (2x): 2003, 2004
- Beker van België (basketbal)

Winnaar (1x): 1980
finalist (1x): 2003

## Bekende (ex-)spelers
- Axel Hervelle
- Saer Sene
- Nedzad Sinanovic
- Damon Patterson
- Marcus Faison
- Darius Hall
- Sacha Massot
- Louis Rowe (1997-1998)
- Brandon Freeman